# Predicato
Il predicato (dalla lingua latina praedicatum, "ciò che viene affermato") è un elemento della frase (una parola o un gruppo di parole) o una frase elementare che può costituire insieme al soggetto una frase completa, fornendo al soggetto stesso il significato logico della sua esistenza nella frase. In italiano il predicato è per lo più un sintagma composto da un verbo o un verbo servile unito a un aggettivo o a un avverbio. Il predicato può essere un gruppo di parole comprensivo (io sono felice) o racchiudere altri elementi della frase (io ti ho visitato). 

## Relazione fra soggetto e oggetto
Il predicato esprime solitamente una relazione fra soggetto e oggetto (Anna prende il libro, Mario corre) e viene quindi definito predicato verbale, oppure esprime una qualità o uno stato relativo al soggetto (si parlerà allora di predicato nominale): il pane è buono (è svolge la funzione di copula), la Liguria è parte dell'Italia. Il verbo essere, però, può avere funzione anche di predicato verbale quando assume il significato di stare, trovarsi e appartenere. Di conseguenza il verbo essere forma quasi sempre il predicato nominale, tranne nelle tre eccezioni sopra riportate.
In molte lingue la sequenza di soggetto, predicato e oggetto in una frase è prestabilita. Le lingue fortemente flessive, come il latino o il tedesco, hanno una maggiore libertà di posizione rispetto alle lingue meno flessive, come l'italiano. In una frase sono considerati elementi costituenti fondamentali il soggetto, il verbo e l'oggetto.
In molte lingue è comune la sequenza fissa di soggetto, predicato e oggetto. È questo il caso anche dell'italiano.
Segue una lista delle sequenze sintattiche più comuni in varie lingue del mondo:
- SVO l'ordine in questo caso è soggetto-verbo-oggetto. È il caso dell'italiano: la madre ama il figlio o del francese: la mère aime l'enfant.
- SOV l'ordine più comune in queste lingue è soggetto-oggetto-verbo. È il caso del latino: mater filium amat o del giapponese: お母さんは息子を愛します ‘okāsan wa musuko o ai shimasu’.
- VSO in queste lingue l'ordine più comune è verbo-soggetto-oggetto. È il caso dell'arabo classico o dell'irlandese.
- Variazioni a fini sintattici: in alcune lingue l'ordine dei costituenti di una frase varia a seconda del contesto sintattico, come in tedesco, dove il verbo finito può assumere tre posizioni principali nella frase e determinare perciò una tipologia sintattica:
  - Frase enunciativa: verbo finito in seconda posizione. Die Mutter hat heute die Suppe gekocht. L'ordine degli altri costituenti è variabile a piacere, l'importante è la posizione del verbo finito: Heute hat die Mutter die Suppe gekocht, Die Suppe hat heute die Mutter gekocht, ecc.
  - Frase interrogativa: verbo finito in prima posizione. Hat die Mutter heute die Suppe gekocht?
  - Frase subordinata: verbo finito in ultima posizione. ...weil die Mutter heute die Suppe gekocht hat.

Nelle lingue in cui è frequente la frase nominale, spesso la posizione dell'aggettivo indica la funzione attributiva o predicativa. È il caso del latino: pulchra mulier (bella donna), mulier pulchra (la donna è bella), ma anche di altre lingue come il russo o l'egiziano.
A volte la variazione dell'ordine dei costituenti può essere variato per dare un effetto espressivo o stilistico all'enunciato: tutto mi hanno rubato! (per esigenza di enfasi) oppure per ragioni foniche in composizioni poetiche: così percossa e attonita / la terra al nunzio sta.

## Logica filosofica
Nella logica filosofica, anche antica, il predicato è l'attributo che viene assegnato a un soggetto attraverso l'uso di specifiche categorie (o predicamenti, dal latino praedicamenta), con cui formulare un giudizio su di esso.